# 血漿タンパク結合
血漿タンパク結合（けっしょうタンパクけつごう）は、薬物と血漿タンパク質の間の結合。
薬物の効果は、血漿タンパク質との結合しやすさに影響を受ける。よりタンパク質との結合が弱い薬物はより効率よく細胞膜を透過し組織中に拡散する。薬物と結合を成す代表的な血中タンパク質には血清アルブミン、リポタンパク質、糖タンパク質、とα、β、γの各グロブリンである。
薬物は血中では血漿タンパクに結合している結合型、結合していない非結合型の二つの状態で存在する。結合型と非結合型の存在比率は、通常は各薬物に固有な血漿タンパク質との親和性により決定される。ほとんどの医薬品は血漿タンパク質との結合が可逆であり、以下のような化学平衡が血漿タンパク質（P）、結合型（PD complex）、非結合型（D）の間に成り立つ。
{\displaystyle \mathrm {P} +\mathrm {D} \ \rightleftarrows \ \mathrm {PDcomplex} }
多くの場合、タンパク質と薬物との結合そのものは弱く、結合と解離の速度が極めて速い。したがって全体では一定の比率を保ちながらも個々の薬物分子は結合型と非結合型を素早く行き来していると見なすべきである。結合型は細胞膜を透過しないので、薬学的効果を示すのは非結合型である。また主に代謝や排出作用を受けるのも非結合型である。たとえば、抗凝固剤ワルファリンの結合率は97%である。これは血中ではワルファリンは総量の97%が血漿タンパク質と結合していることを意味し、残りの3%が細胞内へと拡散し活性を示すか、代謝され排出を受ける対象となる。同様の理由で薬物の体内での半減期は血漿タンパク結合のしやすさに影響される。結合型は薬物が非結合型としてゆっくりと放出されてゆく貯蔵物や供給物としてふるまう。非結合型は代謝や排出作用により逐次減少してゆくので、平衡を保つため結合型が非結合型に変化するためである。上述のように、平衡の速度は十分速いので薬物の総量が減少しても結合型と非結合型の比率は変化しない。アルブミンは塩基性であるため酸性または中性の薬物はまずアルブミンと結合する。アルブミンが飽和すると次にリポタンパク質と結合する。塩基性薬物は酸性のヒト血漿α1酸性糖タンパク質（AGP、オロソムコイド）とリポタンパク質と結合する。個体の病状によりアルブミン、α1糖タンパク質、リポタンパク質の血中濃度は異なることがあり、同じ投与量でも効果が異なる可能性がある。実際には血漿中の薬物濃度を測定して結合率を決定する。非結合型の比率は体内の薬物量、血漿タンパクの質と量、他の血漿タンパクと結合しうる薬物などに影響される。血漿タンパクが薬物で飽和すると、その時点からは、より高い薬物濃度は非結合型の比率を高める。血漿タンパクの量が何らかの原因で減少すると（異化作用、栄養失調、肝臓や腎臓の機能障害など）やはり非結合型が増加する。加えて血漿タンパクの質もタンパク質上の結合部位の数に影響することがある。

## 薬物相互作用
複数の薬物を同時に投与すると互いの非結合型比率に影響することがある。たとえば、薬物Aと薬物Bで共に血漿タンパクと結合するがBの方がAよりタンパク質との親和性が高いとする。まず、Aが投与されタンパク質と結合する。次にBが投与されるとBはAを血中に追い出してタンパク質と結合する。すると薬物活性を示すAの非結合型の割合が増大し、結果としてAの効果が増加する。この場合Bの投与がAの薬物効果を増大させたことになる。これを下表に表す。
|                | B投与前 | B投与後 | 非結合型の増加（％） |
| -------------- | ------- | ------- | -------------------- |
| 薬物A          |         |         |                      |
| 結合型（％）   | 95      | 90      |                      |
| 非結合型（％） | 5       | 10      | +100                 |
| 薬物B          |         |         |                      |
| 結合型（％）   | 50      | 45      |                      |
| 非結合型（％） | 50      | 55      | +10                  |

Bの投与後、非結合型Aの比率は100%増となり、薬学的効果は2倍となった。この急激な変化は悪影響を示すことがあり注意を要する。この現象はワルファリンのようなタンパク質結合性が高く（>95%）、治療指数が低い薬物の場合特に顕著である。治療指数は毒性を示す濃度と効果を示す濃度の関係であり、この数値が低いことは有効かつ安全な薬物濃度域が狭いことを意味し、投薬量の慎重な調節が求められる。抗凝固剤ワルファリンの場合、他の医薬品と併用するとその効果が増減し、出血の危険性が増す。

## イソトレチノインの例
ニキビ治療薬イソトレチノインの血漿タンパク結合率は 99.9% 以上で主にアルブミンとの結合である。

## 血漿タンパク結合予測ソフトウェア
- Quantum Plasma Protein Binding
- S+ Plasma Protein Binding